# Delicate (pjesma Taylor Swift)
"Delicate" je elektropop pjesma američke pop kantautorice Taylor Swift. Objavljena je 12. siječnja 2018. godine kao peti singl s njezinog šestog studijskog albuma reputation u izdanju diskografske kuće Big Machine Records. Nakon objavljivanja, pjesma se susrela s pohvalama kritičara, a mnogi su pohvalili njenu lirsku ranjivost i produkciju te je zabilježena kao vrhunac albuma.
Pjesma je dobila Platinum certifikate u SAD-u i Brazilu, a Silver certifikat u Velikoj Britaniji. Rolling Stone je pjesmu uvrstio u najbolju pjesmu 2017. godine, a na popisu ju je uvrstio i Billboard, Slant i Vanity Fair na svojim popisima na kraju godine za 2017. i 2018. godinu.

## O pjesmi i glazbenom videu
Pjesmu su napisali Swift, Max Martin i Shellback te su je kasnije njih dvojica i producirali. 
5. ožujka 2018. Swift je objavila da će spot za pjesmu "Delicate" premijerno biti prikazan na iHeart Radio Music Awards 11. ožujka. Od prosinca 2018. videozapis na usluzi YouTube ima više od 4,1 milijun prikaza. 
Swift je također snimila vertikalni glazbeni video koji je u početku bio dostupan smao na Spotify mreži, a kasnije je prenesen na YouTube.

## Ljestvice
| Ljestvice                  | Najviša pozicija |
| -------------------------- | ---------------- |
| Australija                 | 28               |
| Austrija                   | 70               |
| Belgija                    | 4                |
| Češka                      | 19               |
| Francuska                  | 169              |
| Kanada                     | 3                |
| Irska                      | 31               |
| Portugal                   | 56               |
| Sjedinjene Američke Države | 1                |
| Ujedinjeno Kraljevstvo     | 45               |